# Gizo

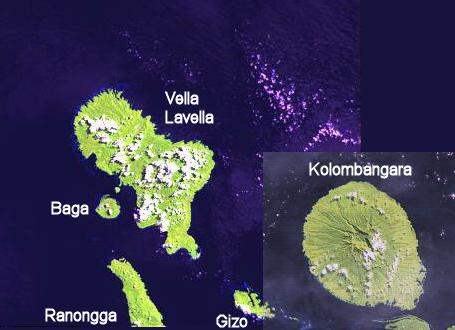
New Georgia Inseln

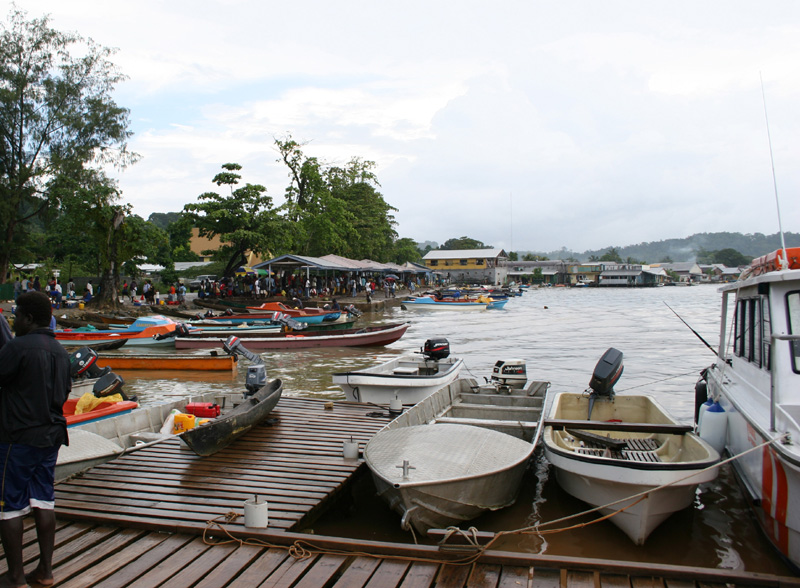
Hafen von Gizo

Gizo ist ein Ort im Inselstaat der Salomonen, im südwestlichen Pazifischen Ozean. Es ist Hauptstadt und größter Ort der Provinz Western. Gizo liegt 380 km nordwestlich der Hauptstadt Honiara.

## Geographie
Gizo liegt auf der kleinen Insel Ghizo im Westen des New-Georgia-Archipels, von der es sich in der Schreibweise, aber nicht der Aussprache unterscheidet.

## Tourismus
Gizo ist bei Touristen vor allem als Tauchziel, wegen der tropischen Unterwasserwelt und der zahlreichen Schiffswracks aus dem Zweiten Weltkrieg, bekannt.
Nicht weit von Gizo liegt die Insel Kasolo (Kennedy Island; früher: Plum Pudding Island). Auf diesem Eiland strandete 1943 John F. Kennedy mit seiner Mannschaft, nachdem ihr PT-Boot mit einem japanischen Zerstörer kollidiert war.
Vor der Küste Gizos liegt das Wrack der Toa Maru, ein im Zweiten Weltkrieg von den Amerikanern versenkter japanischer Frachter, der sich in einem sehr guten Zustand befindet. An Bord befinden sich zwei japanische Ein-Mann-Panzer, Sake-Flaschen und Baumaterial wie zum Beispiel Zementsäcke. Durch die geringe Tiefe ist das Wrack auch von Anfängern zu betauchen.
Gizo wird von Zeit zu Zeit von Kreuzfahrtschiffen angelaufen.

## Verkehr
Der Flughafen Nusatupe liegt auf der kleinen Gizo vorgelagerten Insel Nusa Tupe. Von hier gibt es täglich einen Verbindungsflug in 90 Minuten nach Honiara.

## Naturkatastrophen
Bei einem am 2. April 2007 durch ein Erdbeben der Stärke 8,0 auf der Richterskala ausgelösten Tsunami mit bis zu 10 Meter hohen Wellen wurden in Gizo alle Häuser entlang der Küste zerstört. Das Epizentrum des Bebens lag rund 40 Kilometer südöstlich von Gizo bzw. 350 Kilometer westnordwestlich der Hauptstadt Honiara, das Hypozentrum in zehn Kilometern Tiefe.
Insgesamt wurden auf der Inselgruppe ca. 30 Menschen getötet und ca. 900 Häuser zerstört, wodurch rund 5000 Personen obdachlos geworden sind.

## Belege
1. ↑  www.mittelbayerische.de - „Sechs Tote bei Tsunami auf den Salomonen“ (Memento des Originals vom 30. September 2007 im Internet Archive)  Info: Der Archivlink wurde automatisch eingesetzt und noch nicht geprüft. Bitte prüfe Original- und Archivlink gemäß Anleitung und entferne dann diesen Hinweis.;  Verwüstungen und viele Tote nach Tsunami im Südpazifik – www.baz.ch (Memento vom 30. September 2007 im Internet Archive) ; de.today.reuters.com (Seite nicht mehr abrufbar, festgestellt im April 2018. Suche in Webarchiven)  Info: Der Link wurde automatisch als defekt markiert. Bitte prüfe den Link gemäß Anleitung und entferne dann diesen Hinweis.
2. ↑  www.nzz.ch - „Mindestens 5000 Obdachlose nach Tsunami im Südpazifik“ (Memento vom 30. April 2007 im Internet Archive); Channel News Asia (Memento des Originals vom 1. Oktober 2007 im Internet Archive)  Info: Der Archivlink wurde automatisch eingesetzt und noch nicht geprüft. Bitte prüfe Original- und Archivlink gemäß Anleitung und entferne dann diesen Hinweis.